# Mowag Piranha
De Mowag Piranha is een type licht pantservoertuig van de Zwitserse fabrikant Mowag.
Het voertuig werd getest vanaf 1972, geïntroduceerd in 1976 en bestaat in de uitvoeringen 4×4, 6×6, 8×8 en 10×10. Er zijn thans vijf generaties van de Piranha ontwikkeld en gebouwd bij Mowag en diverse andere bedrijven onder licentie. Het voertuig, waarvan meer dan achtduizend stuks zijn gebouwd, is in gebruik bij verschillende landmachten wereldwijd. De Verenigde Staten, Saoedi-Arabië, Canada, Australië, België, Chili en Oman zijn in die volgorde de grootste gebruikers.
De Piranha is, afhankelijk van de versie, in diverse rollen bruikbaar. De 6×6 was de eerste variant en wordt bij het Zwitsers leger ingezet als tankjager, ambulance en commandovoertuig. De 4×4 volgde als een licht verkennings- en aanvalsvoertuig, maar was minder succesvol. De 8×8- en 10×10-versies werden ontworpen als platform voor zware wapens en kunnen voorzien worden van een toren die een kanon tot 105 mm kan dragen. Er is ook een amfibische variant met propellers die door de Amerikaanse en Spaanse marinierskorpsen wordt gebruikt.
Canada was in 1977 de eerste koper van de Piranha en bestelde 650 stuks. Het voertuig werd er in licentie gebouwd en er werden ook eigen varianten ontwikkeld. De Canadese variant werd verder ontwikkeld en in 2000 aangekocht door het Amerikaans leger, dat bijna drieduizend exemplaren afnam. Sedert januari 2004 behoort Mowag tot het Amerikaanse defensiebedrijf General Dynamics.
België besloot in 2006 zijn Leopard I-tanks uit te faseren en te vervangen door 242 8×8-exemplaren.. Uiteindelijk werden er maar 138 aangekocht.
Volgens de fabrikant General Dynamics waren er per jaareinde 2023 in totaal 7236 gevechtswagens van dit type in gebruik in 25 landen. Op dat moment had het bedrijf nog orders voor 635 exemplaren waarvan de laatste in 2027 wordt geleverd.